# Krumknivgræshoppe
Krumknivgræshoppen (Leptophyes punctatissima) er en løvgræshoppe, der er almindelig over det meste af Europa. På trods af at den er almindelig, så bliver den ofte overset på grund af sin skjulte livsstil. Arten blev oprindeligt beskrevet som Locusta punctatissima i 1792. 

## Beskrivelse
De voksne græshopper er ca. 1.5 cm lange, grønne og med små røde pletter. Ryggen af bagkroppen har en brun stribe, mere udtalt hos hannen end hos hunnen. En gul-hvid stribe strækker sig hen over siden af hovedet, gennem øjnene. Underben og fødder er brunlige. Antennerne er lange, omkring det dobbelte af kroppens længde. Arten er brachypterøs: hanens forvinger er reduceret til små klapper, og hunnernes er endnu mindre. Bagvingerne mangler helt og hverken han eller hun kan flyve.   
Hunnens læggebrod, der har givet arten sit navn, er fladtrykt og krummer skarpt opad.
Hannen synger ved at gnide højre vinge mod et tandlignende fremspring ved roden af venstre vinge. Lydene er meget korte (1 til 10 ms), svage og med hovedparten af energien i ultralydsområdet, omkring 40 kHz Den kan derfor bedst høres ved hjælp af en flagermusdetektor. I modsætning til andre løvgræshopper er hunnen i stand til at svare på hannens sang med et svagere kald, hvilket tiltrækker hannen. 
- Nymfe af krumknivgræshoppe
- Hun med krumknivlignende læggebrod
- Han med rudimentære vinger på ryggen
- Hun, hvor vingerne er endnu mindre

## Udbredelse
Krumknivgræshoppen er almindelig i store dele af Europa. Udbredelsen rækker fra De Britiske Øer, Frankrig og Belgien i vest til de europæiske dele af Rusland i øst og fra det sydlige Skandinavien til det sydlige Italien, Bulgarien og Grækenland. Den er registreret så langt mod syd som Palæstina.
Krumknivgræshoppe er almindelig i Danmark og er klassificeret som ikke truet (LC) på den danske rødliste.

## Eksterne links
- Lydoptagelser af Leptophyes punctatissima på BioAcoustica